# Безкрайноъгълна призма
Безкрайноъгълната призма е полуправилно пано от Евклидова плоскост и призма. На всеки връх има два квадрата и един безкрайноъгълник. Дуалното пано е безкрайноъгълна дипирамида. Връхната фигура е правоъгълен равнобедрен триъгълник.